# Богуш-Сестренцевич, Станислав
Архиепископ Станисла́в Бо́гуш-Сестренце́вич (пол. Stanisław Bohusz Siestrzeńcewicz; 3 сентября 1731 года — 1 декабря 1826 года) — католический иерарх, первый архиепископ-митрополит Могилёвский. Президент Вольного экономического общества (1813—1823).

## Биография

### В Речи Посполитой
Станислав Богуш-Сестренцевич происходил из старинного дворянского рода. Родился в имении Занки Трокского воеводства (теперь — Свислочский район Гродненской области).
Отец по вероисповеданию был кальвинистом, и Станислав обучался в Слуцкой кальвинистской гимназии. Продолжил образование, путешествуя по Европе: слушал лекции в университете Франкфурта. побывал в Кёнигсберге, Амстердаме и Лондоне.
Позже служил в прусской пехоте, а также в литовской кавалерии.
В 1761 году вышел в отставку в чине капитана. Стал домашним учителем у княжеской семьи Радзивиллов.
Намереваясь жениться на католичке из знатного рода, перешёл в католичество. Однако избранница отвергла его, и Сестренцевич, под влиянием виленского епископа Игнатия Масальского решил посвятить свою жизнь духовному служению. В 1762 году прослушал курс богословия в школе пиаров в Варшаве.
В 1763 году был рукоположён в священники, в 1767 году стал виленским каноником. Служил настоятелем в Гомеле и Бобруйске. Пользовался доверием епископа Игнатия Масальского и в его отсутствие управлял Виленским диоцезом.
12 июля 1773 года был назначен титулярным епископом Маллотанским, а 3 октября 1773 года был посвящён в сан епископа и стал епископом-суффраганом Виленского диоцеза.

### В Российской империи
В начале декабря 1773 года Екатерина II объявила о создании Белорусской католической епархии и о назначении Богуша-Сестренцевича епископом Белорусским с резиденцией в Могилёве. Новоназначенному епископу подчинялись все католики латинского обряда в России (в том числе в Москве и Санкт-Петербурге).
В 1774 году в Могилёве Сестренцевич основал типографию, издававшую не только духовную, но и светскую литературу.
14 февраля 1782 года Екатерина II преобразовала Белорусскую епархию в Могилёвское архиепископство, а архиепископом назначила Богуш-Сестренцевича. 20 февраля 1782 года состоялась торжественная церемония вступления в должность. С этого года до конца столетия архиепископ жил в Могилёве.
В 1783 году основал театр в городе Могилёве, в котором поставил свою стихотворную трагедию «Гиция в Тавриде».
Поскольку назначение Богуша-Сестренцевича было осуществлено Екатериной II без согласия Папы Римского, для урегулирования сложившейся коллизии в 1783 году в Санкт-Петербург был послан чрезвычайный посол Святого Престола Джованни Аркетти. По итогам переговоров, в обмен на ряд уступок, Папа Пий VI утвердил основание Могилевской архиепархии и кандидатуру Богуша-Сестренцевича на пост архиепископа. 29 (18 по старому стилю) января 1784 года в церкви святой Екатерины в Санкт-Петербурге он получил паллий.
И. Н. Лобойко утверждал, что Сестренцевич был обязан своим возвышением не только своему отличному воспитанию, дарованиям и учёности, но и покровительству князя Потёмкина Таврического, которого сопровождал он в последних его походах в Тавриду, будучи тогда священником.
Вернувшись в Могилев, Сестренцевич устроил свою резиденцию в монастыре кармелитов, монастырский же храм Успения Пресвятой Девы Марии стал кафедральным собором.
В начале 1797 года по приказу императора Павла I перенес свою резиденцию в Санкт-Петербург и стал председателем созданного императором Католического департамента Юстиц-коллегии, а также великим элемозинарием (раздатчиком милостыни) Мальтийского ордена.
Буллой Inter gravissimas в 1798 году Пий VI пожаловал Могилевским митрополитам привилегию  кардинальских знаков достоинства (без получения статуса кардинала).
В 1801—1810 годах — председатель Римско-католической духовной коллегии.
В 1807 г. избран в члены Российской академии.
Сестренцевич был щедрым благотворителем. На его собственные средства построен храм святого Станислава в Санкт-Петербурге и одноимённый храм в деревне Молятичи (ныне Кричевский район Могилёвской области). Из личных средств он выделял стипендии 15 студентам-белорусам и 4 пособия девушкам из бедных семей. Свою библиотеку в 3 тысячи томов он завещал петербургскому храму св. Станислава, а свой петербургский дом, на Большой Мещанской, — находившейся рядом гимназии. Сам он купил, у богача-подрядчика Переца, обширный дом в Малой Коломне на углу Торговой улицы и Английского проспекта. После смерти Сестренцевича этот дом был назначен для римско-католического священников общины пиаристов (Scholarium piarum), которым вверил заведование учреждённым там же приходом и училища, устроенного и содержавшегося по его завещанию.
Переведя в молодости книгу С. А. Тиссо «Наставление народу в рассуждении его здоровья» («Советы людям о здоровье») на польский язык (Т. 1—3, Warszawa, 1773—1790), он следовал изложенным там правилам и отмечал:

Здоровье моё служит наилучшим опытом безвредности петербургского климата. Я сорок лет уже не выезжал из Петербурга и никогда не был болен. Конечно, я пользуюсь всеми удобствами жизни. При моём доме есть сад, в саду летний дом и оранжереи. Я переезжаю из зимних покоев в летние, прохаживаюсь по оранжерее и по саду и таким образом себя освежаю и укрепляю.

Умер на 96 году жизни. Похоронен в храме святого Станислава в Санкт-Петербурге.

## Награды

### Ордена Российской империи
- Орден Святого Александра Невского (17 января 1798)[8]
- Орден Святой Анны 1-й степени (2 мая 1798)[8]
- Орден Святого Владимира 1-й степени (2 мая 1798)[8]
- Орден Святого апостола Андрея Первозванного (2 мая 1798)[8]
- Орден Святого Иоанна Иерусалимского большой крест (8 ноября 1798)[8]

### Ордена Речи Посполитой
- Орден Белого Орла
- Орден Святого Станислава

## Портреты
- Портрет работы неизвестного художника, XVIII в.
- Портрет работы П. Алькина, конец 1810-х гг.
- Портрет работы Яна Дамеля, 1820 г.
- Портрет работы неизвестного художника, XIX в.
- Портрет работы неизвестного художника, 1902 г.

## Произведения
- Стихотворная трагедия «Гиция в Тавриде» (Могилёв, 1783)
- «О Западной Руси» (по-польски) (Могилёв, 1793)
- «История Тавриды» (Т.1-2, Брауншвейг, 1800, на французском языке); «О Таврии» В 2-х т. — СПб.:тип. Шнора (1806, на русском языке)
- «О происхождении славян и сарматов» (1812)
- «Грамматика литовская» [бел языка; не издана]